# HMS St. Vincent (1908)
El HMS St. Vincent fue un acorazado británico líder de su clase perteneciente a la Royal Navy construido en los reales astilleros de Devonport.
Fue dado de alta el 3 de mayo de 1910 como segunda insignia de la primera división de la Home Fleet en Portsmouth. Estaba al mando del capitán Douglas R. L. Nicholson y fue insignia del almirante Richard H. Peirse, que estaba al mando de la Home Fleet, durante la revista de flota con motivo de la coronación del rey Jorge V, celebrada en Spithead el 24 de junio de 1911. 
En abril de 1914, fue designado buque insignia del segundo al mando de la primera escuadra de la Home Fleet, en la cual, permaneció hasta noviembre de 1915. Estaba asignado a la quinta división de combate durante la Batalla de Jutlandia, en la que ocupó el vigésimo lugar en la línea de batalla, en la que mantuvo un enfrentamiento con un acorazado alemán, se supone que perteneciente a la clase König. 
En junio de 1916, fue transferido a la cuarta escuadra de combate. En marzo de 1919, fue puesto en la reserva, y usado como buque de entrenamiento, papel que desempeñó hasta su baja en marzo de 1921, año en el que fue vendido para desguace.